# جایزه هزاره بیلبورد
جایزه هزاره بیلبورد در سال ۲۰۱۱ برای شناخت خوانندگان موسیقی و مشارکت‌هایشان در صنعت موسیقی تأسیس شد. دریافت کننده این جوایز نیز در این مراسم اجرا می‌کند. علاوه بر این، جایزه هزاره بیلبورد هر ساله اهدا نمی‌شود.

## دریافت کنندگان
| سال  | تصویر | گیرنده        | ایفای نمایش | م.                |
| ---- | ----- | ------------- | --- | ----------------- |
| ۲۰۱۱ |       | بیانسه        | «دنیا را می‌چرخانند (دختران)» | [ ۱ ]             |
| ۲۰۱۲ |       | ویتنی هیوستون | ارائه شده توسط ووپی گلدبرگ. ادای احترام به ویتنی هیوستون «بزرگترین عشق همه» و «همیشه عاشقت خواهم بود»، با اجرای جان لجند و جردین اسپارکس. جایزه توسط دخترش بابی کریستینا براون دریافت شد. | [ ۲ ]             |
| ۲۰۱۶ |       | بریتنی اسپیرز | «سلیطه کار کن»، «زن‌باره»، «عاشق راک‌اندرولم»، «عاشق راک‌اندرولم»، «تنفس بر من»، «من برده تو هستم»، «دستانم را لمس کن» و «سمی»                                                               | [ ۳ ] [ ۴ ] [ ۵ ] |